# 革命機Valvrave角色列表
革命機Valvrave為日本動畫《革命機Valvrave》及其外傳登場的角色。

## 主要人物
時縞遙人（Tokishima Haruto，聲優：逢坂良太／台灣：蔣鐵城）
学号：B0539，生日：10月15日，星座：天秤座，血型：O型，身高：173cm
本作主人公。咲森学园高中2年级生，田徑部成員，不擅长纷争，心地和善的少年，猜拳总是输给犬塚久间。始终爱着照子，第一集打算在神社向照子告白，後因德爾西亞入侵而被打斷。
第11話中出任内阁阁僚，官职为国防大臣。
因误以为照子在德爾西亞军的攻击中丧生，而在愤怒和冲动下登上Valvrave I（VVVI）並被選中，因此成為沒有「人類之身」的基因變異種，擁有如不死之身般的迅速復原肉體能力，可以像吸血鬼般咬下對方以交換身份（必须直接接触到皮肤）；偶爾會失控的強制發作，發作疑似是受到機體內的Pino影響，臉上出現濃厚的血痕。
認為擁有這樣身體的自己沒有表達情感的資格，而隱瞞內心情感遲遲未向照子表白心意。
第6話时曾被流木野咲控制身体，在WIRED做出种种为流木野咲造势的举动。事后遙人被犬塚久间戏称为“蘑菇传教士”。
第10話强制发作时曾强行与流木野咲发生性关系，后为了负起责任而向其求婚。第11话中在艾尔埃尔夫的谋划下用Valvrave I的切腹大剑歼灭了戴流斯·瓦登伯格的部队并误杀了指南隆治。
第13話随众人前往地球。18話時與父親重逢，發現他為VVV計畫負責人時十分錯愕，最後表示自己一定會破壞掉全部的Valvrave。
在第21話被除照子外的咲森學園學生騙回穿梭機，其後被北川伊织以手槍射中心臟，但因強大的自癒能力而恢愎，及後被以照子為首的咲森學園學生用作向聯合軍（ARUS及德爾西亞）投降的交易品，但被犬塚久間所救。22話中从艾尔埃尔夫口中得知自己杀死指南隆治。
在對聯合軍的作戰時已開始出現記憶消失的現象。
在第24話中艾尔埃尔夫借出自己身體給遙人操控，兩人合力擊敗凱恩，但因在交戰時被凱恩破壞機體使得符文加劇流失，加上Pino不斷吞食符文，導致在擊敗凱恩後昏迷。其後艾尔埃尔夫醒來並發現昏迷的遙人，在對話中得知其所有的記憶已喪失。在艾尔埃尔夫說出「我們是朋友」後展現微笑，安祥地死去。
遙人等人付出生命去戰鬥的事跡被後來誕生的「第三銀河帝國」傳誦下來，被視為帝國的英雄以及被人供奉。
在最终战前借由一号机留给了照子一封信，向其表达了自己的心意。
艾尔埃尔夫／L-埃尔夫·卡尔斯泰因（Eruerufu Karurusutain，聲優：木村良平／台灣：正昌、石薇（幼年））
生日：5月25日，星座：双子座，血型：A型，身高：177cm
L-ELF在德语中意为L-11。
17岁的银发少年，真名為Michael。德爾西亞军特务机关所属特工，军衔为特务大尉。头脑清晰，为达目的不择手段，心狠手辣。拥有瞬间将对手击倒的强大战斗能力。曾在新几内亚纷争中以一人之力將ARUS五千人的旅团打得寸步難移，因而有「單人旅团（一人旅団）」的外號。
本來跟其他特工一同行動，並想先發制人「杀死」鬆懈的遙人，卻意外被強制發作的對方交換身份，並做出一連串被誤會為背叛的行為，最後只能停留在咲森学园。
Module 77宣布独立后，在地下发现了收容有Valvrave3号至6号机的机库。
由於回不去德爾西亞及得知Valvrave的力量，於是決定提早五年進行「革命」，並以難民身份成為Module 77的作戰指揮和軍事顧問，并参与选举的管理。第7話中在新生吉奥尔发动政变并一度控制局势。第13話随众人前往地球。
其真正目的為從德爾西亞手中拯救莉澤露蒂，故選擇借用Module 77的力量進行反抗德爾西亞現勢力的「革命」，並建造可以保護莉澤露蒂的唯一國家。第19話前往營救莉澤露蒂，並向莉澤露蒂告白。在莉澤露蒂死後，一度喪失戰意。於第22集於遙人口中得知莉澤露蒂為魔使。
第23話潛入Module 77但被阿德萊伊發現，其後冰釋前嫌並因與阿德萊伊的目標一致而歸隊，之後更與阿德萊伊及伊克斯艾伊前往會場刺殺阿瑪迪斯·K·德爾西亞。
在第24話中由借出自己身體給遙人操控，兩人合力擊敗凱恩，目睹時縞遙人喪失所有記憶和死亡。在Module 77夺还作战后参加聪见与高日的婚礼。
指南照子（Sashinami Shōko，聲優：瀨戶麻沙美／台灣：丘梅君）
学号：B0031，生日：4月11日，星座：白羊座，血型：O型，身高：160cm
咲森学園高中2年级生，田徑部成員，是時縞遙人的青梅竹馬。實際上是吉奥爾總理的女兒。第10話中赢得选举后于第11話担任内阁总理大臣。
除了感情事外都顯得十分主動和具有衝勁。時刻想著如何協助他人，總會設法令人信服自己。衣着品味奇特。会发掘一些奇怪的吃法并会做一些外观糟糕但美味的食物。遇到难题时习惯攥着裙角思考解决方法。
暗戀遙人，打算在咲森學園舉辦學園祭時向遙人告白，後因父親在戰爭中犧牲及戰事決定以身為總理的責任為重，而遲遲未向遙人表白。
第4話中鼓动起Module 77独立。在時縞遙人一行人離開Module 77之後，致力於為新吉奧爾宣傳，並向國際提出對德爾西亞違反公約入侵吉奧爾的制裁判決，於第20話獲得國際回應，各國首腦（除德爾西亞之外）於咲森學園體育館舉行高峰會議。
在第21話時發現遙人被手槍射中心臟但不死的事實，再加上遙人已遺忘小時候兩人重要的回憶，误認為現在的遙人已被怪物换了，稱其為「騙子」。其後為了替遙人报仇，交出遥人向聯合軍（ARUS及德爾西亞）投降，但反被ARUS欺騙，在即將被德爾西亞軍攻擊之際，被犬塚久間所救。
在第22話打算駕駛Valvrave I時被Pino告知遙人當初登上Valvrave的原因。在Module 77夺还作战后参加聪见与高日的婚礼。
在第24話中的200年後，她穿着1号机的驾驶服，與闖入记忆核心的外星人（第53生命體）進行對話。
流木野咲（Rukino Saki，聲優：戶松遥／台灣：黃珽筠）
学号：C0427，生日：9月4日，星座：处女座，血型：A型，身高：163cm
咲森学園高中1年级生，家政部成員，曾是當紅偶像并主演过一部电影，後被經紀公司解約而停止工作中。第11話中出任内阁阁僚，官职为宣传大臣。
年幼受家暴陰影，因此便急於離開家中獨立生活，並成功靠自己的才華成為人氣偶像。因为被VVV计划选中而遭到解约，被解約後名氣大衰，開始對世界絕望。进入咲森学园一度疏离人群，在爱娜的帮助下渐渐打开心扉，和愛娜一樣不喜歡胡蘿蔔。
第5話中为验证自己是否有劫控的能力而咬了二宫高日的右腕并与二宫高日发生冲突。與遙人發現咲森學園的地底所藏大量的Valvrave後趁遙人不注意時自行登上Valvrave IV（VVVIV）並成功被選中為駕駛，一樣有迅速復原肉體和交換身份能力。与强制发作的遙人发生性关系。后又阻止了遙人的道歉，得知遙人的求婚是为了负起责任故而用自污的方式拒绝了他。
第13話随众人前往地球。在艾尔埃尔夫的策划下劫控了卡茨威尔夫，在回归本体后被阿德莱伊俘虏。第20話在電視鏡頭前被凱恩公開處刑，以刀捅穿身體，但其後因強大的自癒能力而令傷口消失，震驚全世界。
第22話時被阿德莱伊私下釋放，並駕駛Valvrave IV拯救在月球的遙人和艾魯艾魯弗。24话中表示不会放弃追求遙人。在Module 77夺还作战后参加了聪见与高日的婚礼。
兩百年後外貌沒變，左大腿的裙角出现魔使的纹章，並以身為黃金的七人的一員，為守護與遙人的約定（直到最后，我们都不能放弃）而努力著。

## 神附體（VVV搭乘者）
時縞遙人（Tokishima Haruto）
駕駛Valvrave I（VVVI）的人造魔使。詳細請參見主要人物。
流木野咲（Rukino Saki）
駕駛Valvrave IV（VVVIV）的人造魔使。詳細請參見主要人物。
犬塚久间（Inuzuka Kyūma，聲優：小野友树／台灣：何志威）
学号：A0775，生日：1月9日，星座：山羊座，血型：O型，身高：179cm
咲森学園高中3年级生，排球部成員，經常和爱娜一起行動，热衷于理财。梦想是成为世界首富。於11話出任财务大臣。
後悔沒能向爱娜告白並於當集自行登上Valvrave V（VVVV）並成功被選中為駕駛員，一样有迅速复原肉体和交换身份能力。
第13話随众人前往地球。
第21話時駕駛Valvrave V於德爾西亞軍的KIRSCHBAUM手上救出被困於太空艙內的遙人及艾魯艾魯弗。在將遙人送回Module 77前，曾問及遙人對照子的感覺，最後驾驶5号机與敵人同归于尽，一同散落在宇宙，後來Valvrave的盾牌給了山田使用。
後來被人以第三銀河帝國誕生的英雄之一（最初的騎士）供奉及崇拜。
山田雷藏（Yamada Raizō，聲優：中村悠一／台灣：林谷珍）
学号：B0693，生日：12月10日，星座：射手座，血型：O型，身高：184cm
咲森学園高中2年级生，茶道部成員（只是甚少出席活動的幽靈部員），外貌很像不良少年。
自命綽號外稱為「雷電（雷霆，Thunder）」（サンダー），當被人叫名字時會要求別人稱他為「雷電（雷霆，Thunder）」（サンダー）。梦想是成为更强的男子汉。
心中一直想為死去的摯友阿信報仇而自行登上Valvrave III（VVVIII）並成功被選中為駕駛員，一样有迅速复原肉体和交换身份能力。
第13話随众人前往地球。
第23話中為了掩護連坊小路晶駭入轉播會場而与古菲亚交战，机体毁坏后被四架无人型WAFFE射杀。
後來被人以第三銀河帝國誕生的英雄之一（最初的騎士）供奉及崇拜。
連坊小路晶（Renbōkoji Akira，聲優：悠木碧／台灣：石薇）
学号：B0841，生日：2月2日，星座：水瓶座，血型：A型，身高：155cm
咲森学園高中2年级生。聪見的妹妹。是个有天赋的骇客。
为了帮助抱病备考的哥哥聪見而利用电脑入侵窃取考题，被发现后在中学中被欺负而自我封閉。除了哥哥聪見外，似乎没人知道她的存在（直到照子无意中发现她藏身之处，并与她成为朋友。艾尔埃尔夫在第七集准备“政变”时也曾发现她的存在）。为救助照子而自行登上Valvrave VI（VVVVI）成為人造魔使，一样有迅速复原肉体和交换身份能力。
第13話随众人前往地球。
在第23話時使用Valvrave VI駭入轉播會場，在艾魯艾魯弗割喉殺害阿瑪迪斯·K·德爾西亞及其因自癒能力令傷口消失後，不斷轉發該畫面，揭開世界的秘密。
在Module 77奪還作戰後參加了聰見與高日的婚禮。後來成為第三銀河帝國的教母。
野火真理绘（Nobi Marie，聲優：福圓美里／台灣：黃珽筠）
咲森学園高中2年级生，游泳部成員，照子的好友。说话言简意赅。梦想是专业出道。於11集出任總務大臣。
真實身分為所有人之中的第一個魔使（剧中推测为11岁时），在五年前曾經成為Valvrave I（VVVI）的第一任駕駛員（測試駕駛員）。因在測試過程中符文的輸出出現超額的現象，導致記憶喪失，被解任測試駕駛員，只有最近两年的记忆。
第13話随众人前往地球。15集時因看到遙人臉上的傷不尋常的復原速度而懷疑遙人，並要求遙人交代清楚Valvrave的事，結果遭到艾魯艾魯弗射擊頭部，但隨後傷口迅速癒合毫髮無傷。於第16話時代替遙人駕駛Valvrave I並擊敗德爾西亞軍，但因在交戰時過量輸出符文給Pino及Valvrave I（Pino形容為真理绘的「限制器」損壞），喪失所有記憶，最後死亡。
後來被人以第三銀河帝國誕生的英雄之一（最初的騎士）供奉及崇拜。
阳本仁（Hinomoto Jin）
外传《Under Taker》男主人公。咲森学园高中2年级生。归宅部。
嫉妒坐上VVV成为英雄的遙人。在小说第1回凯恩的毒气攻势中（即动画第12話）偶然发现“DRI-Ve”的存在，并开始操纵阳炎。在本篇动画第20話结尾曾出现，在教室中观看揭露流木野咲神附体的电视直播。
於保多奈緒（Ota Nao）
外传《Under Taker》女主人公。咲森学园高中2年级生。无重力读书部。
粉色长髮，蓝色眼眸。学园有名的美少女，但缺乏自信。在小说第1回凯恩的毒气攻势中（即动画第12話）偶然发现“DRI-Ve”的存在，并开始操纵阳炎。在本篇动画第20話结尾曾出现，在教室中观看揭露流木野咲神附体的电视直播。

## 吉奧爾

### 咲森学園
樱井爱娜（Sakurai Aina，聲優：茅野爱衣／台灣：石薇）
咲森学園高中1年级生，廣播部成員，配戴眼鏡的少女。經常和遙人、照子、久间一起行動。
和流木野一樣不喜歡胡蘿蔔。
是第一个将遥人等驾驶员的行为称为「神附體」的人，极大地缓解了遥人的压力。
在庫費亞潛入「Module77」救援阿德萊伊時，被古菲亞機的機槍掃射引起的爆炸吞没而死亡。
其聲優茅野愛衣在官方的廣播節目中透露，愛娜似乎對遙人有好感。
灵屋佑介（Otamaya Yūsuke，聲優：吉野裕行 ／台灣：林正騏）
咲森学園高中2年级生，戴眼鏡，男子文化部的部長。梦想是购买GX3000。於11集出任文部科學大臣。
對機械非常感興趣，有曾把臉貼在在ARUS戰車上過。
第13話随众人前往地球。
连坊小路聪见（Renbōkoji Satomi，聲優：浪川大輔／台灣：林谷珍）
咲森学園高中3年级生，學生會會長。於11集出任官房長官。
第13話随众人前往地球。
第24話在Module 77奪還作戰後和高日結婚。疑似在200年後有出現過。
二宫高日（Ninomiya Takahi，聲優：寿美菜子／台灣：石薇）
咲森学園高中3年级生，女子運動部的隊長，无重力芭蕾部成员。於11集出任外务大臣。
被内在是流木野的遙人调戏过，对此一直耿耿于怀。第13話随众人前往地球。
第24話在Module 77奪還作戰後和聪见結婚。
北川伊織（Kitagawa Iori，聲優：安野希世乃／台灣：黃珽筠）
咲森学園高中2年級生，學生會副会长，傾慕著會長聰見。於11集出任法務大臣。
第13話时留守新生吉奥尔。21集通过屏幕目睹父亲的死亡。后受ARUS欺骗，组织其余同学挟持照子，将遙人骗回航天飞机后用手枪击中遙人的心脏。
第24話在Module 77奪還作戰後出席了聪见和高日的婚禮，並祝福兩人。
贵生川巧（Kibukawa Takumi，聲優：羽多野涉 ／台灣：林正騏）
31歲，學校的物理科教師，柔道部顧問。实际身份为吉奥尔军第四特殊研究所，首席研究员，负责担任监视者的工作。
第13話随众人前往地球。
知道時縞聰一的真實身分，並稱呼其為老師。
七海里音（Nanami Rion，聲優：堀江由衣／台灣：黃珽筠）
22歲，巨乳，校內負責保健和體育的實習老師，教职员工中唯一的民间人士。於11話出任厚生大臣。
Module 77独立后担任临时代表。后召开大选并参选。13集时留守新生吉奥尔。21話在联合军的攻击中组织学生逃离。23話中表示她已身受重伤。
番匠朱特（Bansho Juto，聲優：高中宏之／台灣：于正昌）
咲森学園高中3年级生，男子运动部部长。梦想是参加高中联赛。第11集中出任国土交通大臣。
第12話在毒气袭来时曾组织同学撤离。在24話参加了聪见与高日的婚礼。
女井洋平（Onai Youhei，声优：浅利辽太）
咲森学园高中1年级生，学生会书记。
第13話时留守新生吉奥尔，21話中在咲森学园的学生被敌视时站出来辩解却被ARUS军射杀。
赤石绿（Akaishi Midori，声优：安济知佳）
咲森学园高中2年级生，学生会会计。
第13話时留守新生吉奥尔，似乎喜欢洋平。在Module 77夺还作战后参加了里见与高日的婚礼。
亘理绘里（Watari Eri，声优：真田麻美／台灣：丘梅君）
无重力芭蕾部成员。二宫高日的跟班。
第13話随众人前往地球。21話在ARUS军的攻击中身受重伤。在Module 77夺还作战后参加了里见与高日的婚礼。
山元莉莉（Yamamoto Lily，声优：木村遥）
无重力芭蕾部成员。二宫高日的跟班。
第13話随众人前往地球。在Module 77夺还作战后参加了里见与高日的婚礼。
宫町彻（Miyamachi Toru，声优：增元拓也／台灣：石薇）
咲森学园高中2年级生。头上一直戴着个帽子。灵屋的朋友。
第13話随众人前往地球。在Module 77夺还作战后参加了里见与高日的婚礼。
上杉塞尔（Kamisugi Seiya，声优：须崎成幸／台灣：于正昌）
咲森学园高中2年级生。颈子上总挂着副耳机。灵屋的朋友。流木野咲的歌迷。
第13話随众人前往地球。在Module 77夺还作战后参加了里见与高日的婚礼。
风本政信（Sakagami Masanobu）
咲森学园学生，山田雷藏的好友。山田雷藏称其为“阿信”。于漫画版第2回正式登场。死于多尔西亚军的第一轮攻击中。
200年后，风本的胸像被陈列在记忆核心中。
虹河刚（Nijikawa Goh）
外传《Under Taker》男配角。咲森学园高中2年级生。归宅部。
Valvrave维修班的一员。阳本的青梅竹马，非常了解阳本。因为不适合操纵阳炎，负责阳本仁与於保多奈绪两人和艾尔埃尔夫的联络。

### 政治家、研究員
指南隆治（Sashinami Ryuuji，聲優：黑田崇矢／台灣：何志威）
指南照子的父親，前吉奧爾總理大臣，暗中開發高威脅性兵器。
吉奧爾被德爾西亞佔領後遭到逮捕，於第11話被軍事法庭判處死刑，後被德爾西亞當作與指南照子交涉的人質。
在艾魯艾魯弗的谋划下，他被Valvrave I放出的切腹大劍與軍艦一同摧毀，臨死前叮囑女儿「向前看」。
時縞聰一（Tokishima Souichi，聲優：關俊彥／台灣：于正昌）
遙人的父親，18話時登場，被贵生川巧稱為老師。被德爾西亞軟禁。
在遙人小時候時騙他說自己在製藥公司工作，實際上是VVV及其駕駛員開發計畫的負責人。表示Valvrave不是武器，其目的是為了孕育出新的生命體。藉由欺騙其他成員，讓他們同意將自己的孩子作為實驗體，透過操作遺傳因子來「制造」適合駕駛VVV的駕駛員並將他們集合起來（即咲森學園）。參與VVV計畫的研究人員的子女，既是實驗品，同時也是人質，以防止對外洩漏機密。稱遙人為足以支配全宇宙的第二靈長類，是受到科學力量祝福的存在，並認為創造出Valvrave的自己是科學界的神。
以「研究設備先進、資金充裕及毋須遵守醫療憲章」為由，並沒有跟遙人以及其他研究員逃離德爾西亞。
北川光俊（Kitagawa Mitsutoshi，聲優：千葉進步／台灣：何志威）
北川伊织的父亲，為參與VVV計畫的研究人員，姓名出处为官方小说。第20話返回Module 77。第21集中被抽取符文而死亡。

### 其他
爱丽丝（ALICE）
外传《流星的少女》中的角色，流木野咲的女经纪人，在流木野咲低落时总是鼓励着她，在流木野咲入选VVV计划后与咲切断联系。后来，在大屏幕上看到流木野咲驾驶Valvrave IV战斗的英姿时，用手机默默地在WIRED上回复“继续闪耀吧”。

## 德爾西亞軍事盟約聯邦
阿德萊伊／A-德雷（Ādorai，聲優：福山潤／台灣：林谷珍）
17岁/生日:9月16日/星座:處女座/血型:AB型/身高179cm/喜歡的食物:紅茶/討厭的食物:牛奶/不擅長的東西:蟑螂/興趣:騎馬,德爾西亞军特务机关所属特工，军衔为特务大尉。前额右侧的头发被编成麻花辫垂下，左侧的刘海则将左眼遮住
A-DREI在德语中意为A-3。
剛進入卡爾斯坦機關因測驗（殺死其他的人），因而手刃自己王族時候的朋友（但對方身體本身就不好），希望自己重視的人能死在自己手上，所以對艾魯艾魯弗有強烈的執著。在潛入Module 77 時被艾魯艾魯弗（實際上被遙人附身）擊傷眼睛，最终左眼被安上义眼。因而對他充滿仇恨，但同時又無法忘記2人間的友誼。
以身為德爾西亞王族為榮，與莉澤露蒂公主為遠親關係，期待有朝一日艾魯艾魯弗能成為自己的副手，復興德爾西亞王族的威望。
第22話從咲的口中得知最初射傷自己的並不是艾魯艾魯弗，其後更私下釋放咲。
第23話發現潛入的艾魯艾魯弗，及後冰釋前嫌並宣佈艾魯艾魯弗歸隊，之後與伊克斯艾伊及艾魯艾魯弗一同前往會場刺殺阿瑪迪斯·K·德爾西亞。
第24話駕駛KIRSCHBAUM攔截古菲亞，更與其對轟，最終古菲亞被擊中、機體發生爆炸而亡。在古菲亞機發生爆炸前發現其機體因右手損壞而利用WAFFE的盾牌作防護盾之事。其後更參與王室派奪回政權的戰鬥，成立了革命軍並被稱為阿德萊伊殿下。
在Module 77夺还作战后参加了聪见与高日的婚礼，並無意中接到由高日所拋出的結婚花球。
哈諾因（昵称“哈诺”）／H-诺因（Hānoin，聲優：宮野真守／台灣：何志威）
19岁，德爾西亞军特务机关所属特工，军衔为特务大尉，性格開朗，擅长应付女性，喜歡克琳希德。艾尔埃尔夫评价其“对主动接近的对手会倾向于尝试肉搏战”。
H-NEUN在德语中意为H-9。
與伊克斯艾伊是來自同家鄉的好友，12年前家鄉遭恐怖份子攻擊，在爷爷死去后成為孤兒，和伊克斯艾伊一起去復仇时被發現，臨危時刻為凱恩（當時軍階為少校）所救。
自此希望成為能保護自己和同伴性命的優秀軍人，與伊克斯艾伊同期受訓，且兩人為該期唯二的生存者。所戴的四个耳扣的颜色分别是艾尔埃尔夫、阿德莱伊、古菲亚、伊克斯艾伊四人的髮色。
在第12話目擊凱恩身體發出綠光的樣子，開始懷疑凱恩是否為人類。
在第17話與凯恩對話中，得知原本凯恩的人格已被現在凯恩體內的魔使所吞噬，最後被凯恩所殺。被宣稱是因把情報洩漏給外人，被視為叛徒而處死。
伊克斯艾伊（昵称“伊克斯”）／X-艾因（Ikusuain，聲優：細谷佳正 ／台灣：林正騏）
19岁，德爾西亞军特务机关所属特工，军衔为特务大尉，戴眼鏡，為人冷靜機智。
X-EINS在德语中意为X-1。
与哈诺因是同乡，12年前家乡早恐怖份子袭击，在双亲死去后成为孤儿，和哈诺因一起去复仇时被发现，臨危時刻為凱恩（當時軍階為少校）所救。
與哈諾伊同期受訓，且兩人為該期唯二的生存者。
對凱恩非常忠心，曾說過「沒有凱恩便沒有我們」。但在哈諾因被殺後產生動搖。
在第23話透過哈諾因的耳環（實為微型錄音機）令阿德萊伊得知哈諾因死亡的真相以及現時的凱恩已變成魔使。
其後與阿德萊伊及歸隊的艾魯艾魯弗前往會場刺殺阿瑪迪斯·K·德爾西亞。
第24話與駕駛二號機的凱恩打算同歸於盡，但失敗，其後機體掉落海中爆炸而亡。在戰鬥時曾對凱恩說「你背叛了哈諾，也背叛了我的心。」
古菲亞／Q-菲亞（Kūfia，聲優：梶裕貴／台灣：蔣鐵城）
14岁，德爾西亞军特务机关所属特工，军衔为特务大尉。
Q-VIER在德语中意为Q-4。
為人殘酷，殺人不手軟，甚至有視殺人為娛樂的傾向。
在第23話駕駛KIRSCHBAUM對抗Valvrave，險些被Valvrave III摧毀，最後借助无人型WAFFE反殺Valvrave III。
在第24話因右手護盾損壞而使用無人WAFFE做盾，WAFFE被Valvrave IV打飛後，與阿德萊伊對轟而亡。同時阿德萊伊亦發現右手損壞之事。
凯恩·德罗赛尔（Cain Dressel，聲優：小野大輔／台灣：林谷珍）
38岁，德爾西亞军上校，被授予3枚武勇勋章的英雄人物。現任德爾西亞總統的親信，亦是「紅色星期四」政變的中心人物。
艾魯艾魯弗的師父，本身的戰鬥能力遠在有著「单人旅團」稱號的艾魯艾魯弗之上。喜欢给他人的能力打分。
10年前原有人格遭「魔使」入侵替換，使用能力時身體不但會發出綠光，更可以擋卻子彈攻擊。
第8話末尾左颈出现魔使的纹章。
在第12話使用Prue啟動了未完成的Valvrave二號機並於第13集奪去，於第23集得知已將Valvrave二號機完成。
在第17話哈諾因與他對話中，说出了“无论何时，你都需要一个能将后背交给他的朋友哦，哈諾因”。而让哈諾因意识到现在的凯恩不是12年前的凯恩了。在24話驾驶Dáinsleif出战，最终被遙人和艾尔埃尔夫联手击败后與机体一同在宇宙中爆炸。
原来的凯恩（声优：小野大輔）
德爾西亞军少校。
12年前救过哈诺因和伊克斯艾伊的命并对他们说出：“不要把后背交给朋友。要拥有能保护后背和朋友这两者的强大力量。”并让他们加入卡尔斯坦机关。
克琳希德（Kurimuhiruto，聲優：水樹奈奈／台灣：丘梅君）
26岁，德爾西亞军少校。凯恩的副官。王室派成員。
在懷疑凱恩是否為人類。
第18話幫助艾魯艾魯弗等人救助被關押的吉奧爾人。在Module 77夺还作战后参加了聪见与高日的婚礼。
後加入德爾西亞革命軍，輔佐阿德萊伊
曼宁格（Manninger，聲優：坂本くんぺい）
多尔西亚军准将。在第9話率军与Module 77战斗时，坐舰的舰桥被Valvrave V击毁而死亡。
奥瑞莉雅（Aurelia，聲優：廣瀨有香／台灣：石薇）
曼宁格的副官。在第9話坐舰的舰桥被Valvrave V击毁而死亡。
戴流斯·瓦登伯格（Delius Wartenberg，聲優：小西克幸／台灣：蔣鐵城）
多尔西亚军少将。光头。在第11話率军与新生吉奥尔战斗时，用指南隆治来要挟指南照子。在艾尔埃尔夫的谋划下，他被Valvrave I放出的切腹大剑与军舰一同摧毁。
莉澤露蒂（Lieselotte，聲優：豐崎愛生／台灣：丘梅君）
德爾西亞的公主，繼承權在很前面。在凯恩成为魔使后，被凯恩带去由魔使支配了身体，后本人與艾魯艾魯弗相遇。因探求人類與魔使共存之道而被「101人評議會」認為是背叛者，使其處於被軟禁的狀態及被定期抽取符文作為懲罰。
10年前被逃避追殺的艾魯艾魯弗挾為人質，後來以「我把生命分一半給你」為由，把頭髮割下給艾魯艾魯弗，救了艾魯艾魯弗一命。3年前曾被艾魯艾魯弗救出，但其後拒絕與艾魯艾魯弗一起逃走。
於第19話時與艾魯艾魯弗一起逃走，坐上遙人的Valvrave 後告知遙人有關魔使的事，並將自己少部分的符文交付給遙人。在乘搭火箭逃離德爾西亞時，因古菲亞所駕駛的機體擊中了火箭的燃料缸，而使用魔使的力量往火箭的表面壓制燃料的流出，最後因完全耗盡符文死亡，遗体從高空摔落，死前道出了對艾魯艾魯弗的愛意（米海爾……我何嘗……不想去愛你……），然而誰也聽不見了。
阿瑪迪斯·K·德爾西亞（Amadeus K. Dorssia，聲優：子安武人／台灣：于正昌）
第68代德爾西亞總統及最高指揮官。靠「紅色星期四」政變得到現今地位，非常信任凯恩。知晓“101评议会”的存在。
在第13話中因被「101人評議會」發現借用魔使的力量參與戰爭而被名为米尔科（ミルコ）的魔使控制身体，之后右手背出现魔使的纹章。
第23話在會場被艾魯艾魯弗割喉所殺，但其後因強大的自癒能力而令傷口消失，同時因通訊衛星被連坊小路晶以Valvrave VI駭入，而令傷口消失的畫面擴散至全世界。
卡茨威尔夫／K-茨威尔夫（聲優：鷄冠井美智子）
第15話被流木野咲劫控的卡尔斯坦机关训练生。
K-Zwölf在德语中意为K-12。
埃弗杰克斯／F-杰克斯
第15話和第16話回忆中出现的少年。动画中未出现其姓名。
F-SECHS在德语中意为F-6。
与艾尔埃尔夫、阿德莱伊、哈诺因、伊克斯艾伊、古菲亚等人是同一队的卡尔斯坦机关训练生。王党派的间谍。
身份被队友得知后，队友因害怕受其株连，由艾尔埃尔夫亲手将埃弗杰克斯射杀。
因菲加尔（Infigal）
27岁，男性。外传《Under Taker》登场人物。多尔西亚军“Freikugel”特种部队队长，军衔为少尉。专门从事暗杀ARUS要员。
他的专用WAFFE被称为“WAFFE GIGANT”。
法达（Fadar）
多尔西亚军准将。外传《Under Taker》登场人物。

## 環大西洋合眾國（ARUS）
费加罗（Figaro，聲優：遊佐浩二／台灣：何志威）
ARUS參議員，跟隨ARUS艦隊來到Module 77協助撤離學生，但其實想把Valvrave連同遙人一同帶回ARUS研究。
艾魯艾魯弗用計讓ARUS撤離用的艦艇擱淺後，他便決定丟下學生，只帶走Valvrave1號機與遙人，并自比摩西，但被救出遙人的照子當場揭發，最後被迫為Module 77提供協助。
第6話在一次德爾西亞軍的突襲中被古菲亚操纵IDEAL擊破艦艇而死。
杰弗里·安德森（Jeffrey Anderson，聲優：武虎／台灣：林谷珍）
剧中一直自称为“ARUS的总统”，姓名出处为官方小说。
知晓“101评议会”的存在，典型的政客。第4話主持决议—一旦Valvrave夺取成功，即对多尔西亚发动全面战争。但此计划因为费加罗的失败而搁浅。
表面上支持吉奧爾，實際上一直在利用和欺騙學生們。
后受到“101评议会”的指使，对新生吉奥尔进行打压。但在“魔使”被全球曝光後，又趁機對“魔使”們進行殲滅。
伯内特（Burnett，聲優：阪口周平／台灣：于正昌）
“ARUS黄金新闻（ARUS GOLDEN NEWS）”节目的记者。20話对咲森学园进行采访。21話潜入Module 77机库，将“Phantom”指认为吉奥尔的船，并对抽取符文的场面进行曝光。
艾琳（Eileen，聲優：杉浦奈保子／台灣：石薇）
伯内特的女助手。21話中与北川伊织的父亲一同被抽取符文而死亡。

## 第三銀河帝國
皇子（Prince，聲優：堀江由衣／台灣：石薇）
在200年后登场的银发少年，是個小孩(大約7、8歲)。流木野咲和连坊小路称呼其为“皇子”。样貌酷似艾尔埃尔夫，眼睛顏色與遙人相同，详情不明。

## Valvrave的GUI
Pino（聲優：茅野愛衣／台灣：丘梅君）
Valvrave I的螢幕中出現的女性，負責對駕駛員的認証，似乎並非單純的AI。实际是当做引擎，通过Pino让Valvrave收集并使用符文。
因为遇难而来到地球，以符文为食。
在一般情況下不會說話，但對Prue起了強烈反應，稱其為哥哥。
認識失憶前的野火真理绘，並指自己現在的外貌並非原本的模樣。
第24話在Valvrave I摧毀Valvrave II後與哥哥Prue團聚，在該集告之遙人的符文完全消失。
Prue（聲優：代永翼／台灣：何志威）
凱恩身邊綠晶石內的生物，在第12集一度成為Valvrave II的驅動者，被Pino稱呼為「哥哥」。
非常痛恨人類，因他們利用妹妹Pino作Valvrave I的動力來源。在漂泊無依時被凱恩收留。
第23話得知其向「101人評議會」透露了Valvrave的計劃。
第24話再次成為Valvrave II的驅動者，在Valvrave II發生爆炸前被凱恩救離，最後成功與Pino團聚。